# Фишман, Макс Шахнович
Макс Шахно́вич Фишман (рум. Max Fichman / Max Fişman; пол. Mietek Fiszman (Fischman), известен как Макс Бэ́нович Фишман; 12 декабря 1915, Варшава — 24 сентября 1985, Кишинёв) — советский, молдавский композитор, пианист, музыкальный педагог.

## Биография

### Жизнь в Польше
Родился 12 декабря 1915 года в Варшаве в семье коммерсанта, старосты Варшавской синагоги Шахно-Бейниша Фишмана (1870 — 1 июля 1936) и Эстер Фишман (урождённая Блайберг), 1880 — Варшавское гетто).. У него было шесть сестёр и младший брат. Учился в Варшавском музыкальном училище имени Карловича, а затем в Варшавской консерватории у Юзефа Турчинского (фортепиано) и Антония Марека (композиция).
Дебютировал в Польше, как концертный пианист и композитор в середине 1930-х годов. Часто выступал в Доме сирот Януша Корчака, в летнее время выезжал с Домом сирот в сельскую местность как воспитатель. Сотрудничал с театром Иды Каминской, Лолой Фольман, Вольфом Мессингом.
С началом Второй мировой войны был призван в армию и участвовал в антифашистском сопротивлении. Спасаясь от преследования гитлеровцев, в ноябре 1939 года переплыл, вместе с племянником Павлом Гриншпаном (Pawel Gruenspan 1920—2000), реку Западный Буг и оказался на территории, оккупированной Советским Союзом согласно пакту Молотова — Риббентропа.

### Жизнь в СССР
С 1940 по 1944 гг. находился в «трудовой армии», фактически в ГУЛАГе (включая Актюбинский ИТЛ). В начале 1944 года участвовал в концерте, где его случайно услышала Клавдия Андреевна Кривошеина (1908—1967) — жена Председателя СНК РСФСР Алексея Николаевича Косыгина, которая поспособствовала направлению Фишмана для продолжения учёбы в Саратовскую консерваторию. Где он начал учиться в сентябре 1944 года у профессора Е. М. Зингера (фортепиано), а затем у профессора Г. Н. Петрова в Минской консерватории. (До 1944 года в Саратовской консерватории работали эвакуированные педагоги и учились студенты из Минской, Московской и частично Ленинградской консерваторий.) По композиции занимался у А. В. Богатырева.
С 1947 года концертмейстер Минской консерватории.
Во время войны почти вся семья и многочисленные родственники погибли в Варшавском гетто. Многие из них участвовали в восстании 1943 года. Спаслись только сестра с мужем и детьми, проживающие в Бельгии, и муж с двумя сыновьями из трёх, другой сестры (схваченной гестапо), проживающие также в Бельгии.
По окончании войны М. Фишман был награждён медалью «За доблестный труд в Великой Отечественной войне 1941—1945 гг.».
В 1945 году женился на Лидии Аксеновой.
В 1949 году Макс Фишман оканчивает консерваторию и продолжает работать в ней концертмейстером, но со временем с работой в Минске стали возникать большие проблемы, так как в это время в СССР стала расширяться кампания по борьбе с космополитизмом, приобретавшая антисемитские формы. В 1952 году Лидия Аксёнова оканчивает консерваторию и получает предложение преподавать в Белорусской консерватории и быть хормейстером Белорусской капеллы под руководством Григория Романовича Ширмы, но М. Фишману в работе по специальности в Минске постоянно отказывают. В результате, он с женой уезжает в Гомель преподавать в музыкальном училище, но через полгода, после ходатайства Г. Р. Ширмы, они направляются в Молдавию в Кишинёвскую консерваторию (позже переименованной в Кишинёвский институт искусств имени Гавриила Музическу), где Макс Фишман работает концертмейстером, а затем старшим преподавателем кафедры общего фортепиано. В разные годы преподавал фортепиано также в Каларашском педучилище и в музыкальной школе села Карпинены.
Параллельно с преподавательской работой М. Фишман активно занимался композиторской деятельностью. В творческом портфеле остались десятки самых разных жанров: 4 концерта для фортепиано с оркестром, соната для кларнета и фортепиано, соната для скрипки и фортепиано, трио, пьесы для фортепиано и различных инструментов, симфонические и хоровые произведения.
Произведения Макса Фишмана исполняли и продолжают исполнять ведущие музыкальные коллективы Молдовы — Симфонический оркестр Молдавская филармония, Филармонический хор Дойна, Молдавский джаз-оркестр «Букурия», Симфонический оркестр Молдавского радио и телевидения, Национальный камерный оркестр Кишиневского Органного зала, хор Кишиневской консерватории, хор Кишиневского института искусств им. Гавриила Музическу, хор Кишиневской Музыкальной Академии, хор Кишиневской специальной музыкальной школы им. Евгения Коки и другие.
Произведения композитора также исполняли известные музыканты СССР, а также Европы и США, в том числе в Польше до 1939 года — Ида Каминская (вокал), Лолой Фольман, (вокал), Тобиаш Купервейс (фортепиано), Мойше Вайнберг (фортепиано), Павел Гриншпан (фортепиано), Генрих Вагнер (фортепиано), в СССР — Лев Горелик (скрипка), Тимофей Гуртовой (дирижер симфонического оркестра), Шико Аранов (дирижер джазового оркестр), Лидия Аксёнова (хоровой дирижер), Вероника Гарштя (хоровой дирижер), Александр Васечкин (дирижёр симфонического оркестра), Гитля Страхилевич (фортепиано), Унтерберг, Михаил Унтерберг (скрипка), Теодор Згуряну (хоровой дирижер), Людмила Ваверко (фортепиано), Алексей Дубровский (виолончель) , Оскар Дайн (скрипка), Хая Талмацкая (фортепиано), Нахум Лозник (скрипка), Ольга Кюн (фортепиано), Александр Каушанский (скрипка), Ребекка Гройшун (фортепиано), Лилия Няга (скрипка), Евгений Вербецкий (кларнет), Николай Татаринов (виолончель), Борис Гольденбланк (скрипка), Артур Аксенов (фортепиано), Борис Дубоссарский (скрипка), Дмитрий Ротарь (гобой), Евгений Нисман (скрипка), Павел Гриншпан (пианист, руководитель джаз-оркестра) Польша. После распада Советского Союза — Илона Степан (хоровой дирижер), Николя Крюгер (дирижер симфонического оркестра) Франция, Ян Вежба (дирижер симфонического оркестра) Португалия, Рита Наморадо (фортепиано) Португалия, Биргитта Старнес (скрипка) Норвегия, Элен Дотри (виолончель) Франция, Екатерина Баранова (фортепиано) Молдова-Франция, Артур Аксенов (фортепиано) США-Россия, и также студенты Академии Музыки, музыкальные колледжи, школы и студии. Произведения композитора исполнялись в Польше, России, Белоруссии, Украине, Румынии, Германии, Южной Корее, Израиле, Португалии, Франции, Норвегии, Бельгии, США.
Из монографии доктора искусствоведения Тамары Мельник

... Насколько позволяет оценить даже беглый анализ его произведений, талант имелся самобытный, яркий, неординарный... Вершиной фортепианно-концертной линии творчества М. Фишмана являются 4-е фортепианных концерта... Развитость и разнообразие фортепианной фактуры, выразительность ладогармонического языка, интенсивность тематического и тонального развития, яркая национально-окрашенная образность позволяет поставить их в один ряд с наиболее выдающимися образцами этого жанра в творчестве молдавских композиторов 2-й половины XX века... В произведениях Макса Фишмана нашли отражение гармонические и фактурные формулы эпохи романтизма, а также инновации фортепианной музыки XX века. Однако оригинальность его произведений во многом определяется их национальным своеобразием, которое заключается не только в ладовых, интонационных или ритмических характеристиках, но и в особенностях мировосприятия, строя чувств молдавского народа.

Макс Фишман скончался 24 сентября 1985 года в Кишинёве. Похоронен на кишинёвском кладбище Святого Лазаря.

## Семья
- Жена — хоровой дирижёр, профессор Лидия Валерьяновна Аксёнова[16][17][18]
- Сын — актёр, режиссёр Бэно Аксёнов[19][20][21]
- Сын — пианист, педагог Артур Аксёнов[22][23][24][25][26][27]

Внуки и внучка:
- Аксeнов Владислав Бэнович, родился 7 декабря 1976 г. в Кишинёве. Доктор исторических наук. Ведущий научный сотрудник Института российской истории Российской Академии Наук.[28][29].
- Аксeнов Максим Артурович, родился 12 марта 1987 г. в Москве. Учитель истории.
- Аксeнова Леония Артуровна, родилась 19 марта 2000 г. в Москве. Психолог.
- Аксeнов Даниэль Артурович, родился 23 июля 2003 г. в Москве.

Правнучкa:
- Аксeнова Анна Владиславовна, родилась 14 мая 2004 г. в Москве. Студентка ВШЭ (Петербург).

## Дискография
В 2006 году выпущен диск с записями музыки М. Фишмана (из фондов телерадио Молдова), куда вошли:
- Концертная пьеса для скрипки и фортепиано. Исполняют Лилия Няга (скрипка), Гита Страхилевич (фортепиано) запись 1964 года.
- Юмореска для скрипки и фортепиано. Исполняют Лилия Няга (скрипка), Гита Страхилевич (фортепиано) запись 1964 года.
- Соната для скрипки и фортепиано. Исполняют Лилия Няга (скрипка), Гита Страхилевич (фортепиано)
- Соната для кларнета и фортепиано. Исполняют Евгений Вербецкий (кларнет), Гита Страхилевич (фортепиано)
- Скерцино для кларнета и фортепиано. Исполняют Евгений Вербецкий (кларнет), Гита Страхилевич (фортепиано)
- Вариации для фортепиано. Исполняет Людмила Ваверко (фортепиано), запись 1956 года.
- Каприччио для фортепиано. Исполняет Гита Страхилевич (фортепиано), запись 1964 года.
- Этюд соль мажор для фортепиано. Исполняет Гита Страхилевич (фортепиано), запись 1964 года.
- Этюд ре минор для фортепиано. Исполняет Гита Страхилевич (фортепиано), запись 1964 года.
- Сонатина для фортепиано. Исполняет Гита Страхилевич (фортепиано), запись 1963 года.
- Трио на молдавские темы для фортепиано, скрипки и виолончели. Исполняют Людмила Ваверко (фортепиано), Оскар Дайн (скрипка), Всеволод Дубровский (виолончель), запись 1958 года.
- Хор «Осень» («Что ты лес качаешься») на слова М. Эминеску.
- Хор «Жатва» на слова В. Александри. Исполняет Хор консерватории, дирижёр Лидия Аксенова, запись 23.06.1964.
- Пьеса для гобоя и оркестра. Исполняют Дмитрий Ротарь (гобой), Оркестр радио и телевидения МССР, дирижёр Александр Васечкин, запись 1961 года.

## Опубликованные произведения
- Фишман М. La vânătoare. Chișinău: Editura de stat a Moldovei, 1956[30]
- Фишман М. Сонатина d-moll для фортепиано. Кишинёв: Картя Mолдовеняскэ, 1968[31]
- Фишман М. Прелюдия и четыре этюда для фортепиано. ЦГАРМ, Ф. 3050, Оп. 2, Д. 309.
- Фишман М. Каприччио, Скерцино. В: Избранные произведения молдавских композиторов. Кишинёв: Картя Молдовеняскэ, 1961, с. 150—172.
- Фишман М. Сонатина Es-dur для кларнета in B. Кишинёв: Картя Молдовеняскэ, 1963[32]

## Музыкальные фрагменты
- Baranov Ecaterina Bibliothèque Compositeurs de Moldavie Max Fishman Архивная копия от 23 октября 2023 на Wayback Machine
- Max Fishman, Concert pour piano et orchestre symphonique. Rita Namorado – piano. Nicolas Kruger - direction Orchestre Nationale de Chambre et Orchestre Téléradio Moldova
- «Трио на молдавские темы для ф-на, скрипки и виолончели» Макса Фишмана, исполняют Людмила Ваверко, Оскар Дайн и Всеволод Дубровский. 3 части.
- Max Fishman, Trio n.2, Allegro. Ecaterina Baranov, piano Birgitte Staernes, Violin Hélène Dautry, cello
- Max Fishman: Andante from trio. Ecaterina Baranov, piano Birgitte Staernes, Violin Hélène Dautry, cello
- Max Fishman. Trio n.2, Vivace Giocoso. [Ecaterina Baranov, piano Birgitte Staernes, Violin Hélène Dautry, cello
- Макс Фишман: Вариации для фортепиано в исполнении профессора Кишиневской Академии Музыки Людмилы Ваверко
- Макс Фишман: Сонатa для кларнета и фортепиано в исполнении Народного артиста Молдовы, профессора Евгения Вербецкого и Заслуженной артистки Молдовы Гиты Страхилевич.
- Max Fishman: Concert Piece for Violin and Piano - Lilia Neaga (violin), Ghita Strakhilevitch (piano)